# Till Death Do Us Part
Till Death Do Us Part – siódmy studyjny album zespołu Cypress Hill. Wydany został w 2004 roku.

## Lista utworów
1. "Another Body Drops" (Freese, Muggerud, Reyes) – 3:50
2. "Till Death Comes" (Freese, Muggerud) – 3:30
3. "Latin Thugs" (featuring Tego Calderón) (Calderon, Freese, Maman, Reyes) – 3:46
4. "Ganja Bus" (featuring Damian Marley) (Freese, Reyes) – 3:42
5. "Busted in the Hood" (Freese, Horowitz, McDaniels, Muggerud, Rubin, Simmons) – 4:03
6. "Money" (Freese, Muggerud, Reyes) – 3:33
7. "Never Know" (Freese, Muggerud) – 3:14
8. "Last Laugh" (featuring Prodigy and Twin) (Bradford, Freese, Johnson, Jones, Muggerud, Raheem, Reyes) – 3:42
9. "Bong Hit" (Muggerud) – 1:20
10. "What's Your Number" (featuring Tim Armstrong) (Freese, Muggerud, Paul Simonon) – 3:50
11. "Once Again" (Freese, Muggerud) – 3:48
12. "Number Seven" (Muggerud) – 0:50
13. "One Last Cigarette" (Freese, Muggerud, Piccioni) – 2:46
14. "Street Wars" (Freese, Muggerud) – 2:42
15. "Till Death Do Us Part" (Freese, Nassar) – 3:54
16. "Eulogy" (Freese, Muggerud) – 1:08